# Heavy Expanded Mobility Tactical Truck
HEMTT (англ. Heavy Expanded Mobility Tactical Truck — важка тактична вантажівка з підвищеною мобільністю) — уніфіковані важкі вантажні автомобілі військового призначення, одна із основних систем Сухопутних військ США. Розроблені та виготовляються корпорацією Oshkosh.
Машини мають вантажопідйомність в 9100 кг або більше (10 коротких тонн, тому в американських джерелах машина називається 10-тонною) та випускаються в різних конфігураціях, як-от: бортова вантажівка, машина з підйомно-транспортним устаткуванням, цистерна, сідловий тягач, транспортно-заряджальна машина тощо. Бронювання автомобілів постачається в вигляді стандартизованих комплектів навісної броні, що встановлюються за потреби.
Є складовою сімейства автомобілів Family of Heavy Tactical Vehicles (FHTV) — сімейство важких тактичних вантажівок, що включає також системи HET та PLS. Корпус морської піхоти США не використовує HEMTT та PLS, натомість використовує їх аналог LVSR.

## Історія
Для проєкту нової вантажівки були розглянуті пропозиції від компаній AM General, MAN, PACCAR та Oshkosh в травні 1981, конкурс виграла компанія Oshkosh. Вже в грудні того ж року було представлено перший прототип, а в вересні 1982 запущено серійне виробництво. Протягом п'яти років за контрактом було поставлено 7490 одиниць.
Другий, третій та четвертий контракти були підписані в 1987, 1989 та 1995 роках. В 2001 році Oshkosh отримала контракт на Family of Heavy Tactical Vehicles (FHTV), в рамках якого постачались HET M1070, M1074, PLS M1075 та M1076. Контракт подовжувався, а з середини 2008 HEMTT виготовлялись уже в версії A4.
Компанія Oshkosh постійно отримує нові контракти на HEMTT. Зокрема, в 2021 році знову було заключено трирічний контракт. Також. відбувається капітальний ремонт старіших машин, які доводяться до стандартів A4.

### Common Tactical Truck (CTT)
Паралельно з четвертим контрактом FHTV з 2020 року ведеться планування по розробці машин для заміни HEMTT, PLSA1 та тягача M915. Проєкт отримав спочатку назву Next Generation Future Truck (NGFT), а згодом перейменований на Common Tactical Truck (CTT). Однією з вимог є можливість роботи в напівавтономному або автономному режимі.

## Опис

### Двигун
Версії A0 та A1 мали двигун Detroit Diesel 8V92TA V-8 потужністю 445 hp, а A2 — DDEC IV версію цього двигуна. A4 отримали 6-циліндровий CAT C15 з об'ємом 15.2 л та потужністю 515 к.с. Всі моделі оснащені автоматичною трансмісією.

### Бронювання
Під час війни в Югославії для вантажівок виготовлялись броньові комплекти. Зрештою, після ухвалення армією США стратегії бронювання LTAS, машини конфігурації A4 стали виготовлятись з можливістю встановлення навісної броні (B-kit). Кабіна має вбудоване бронювання дна, а також кріплення під кулемет, на яке встановлюється комплект захисту стрільця.

## Моделі
Існує кілька поколінь HEMTT, які позначаються літерою A в назві та номером покоління. Так, A0 називались початкові моделі, конфігурацію A1 мав тільки евакуатор M984, A2 є другим поколінням. A3 використовувався виключно як демонстрація нових технологій компанії, зокрема, нової дизель-електричної трансмісії. З 2008 року нові моделі випускаються в конфігурації A4, що включає оновлення двигуна, трансмісії, пневматичну підвіску, кабіну за стандартом LTAS тощо.
- M977 (Cargo Truck) — базова модель, бортова вантажівка з вантажопідйомністю 9780 кг[12][13][14].
- M978 (Fuel Servicing Truck або Tanker) — вантажівка з цистерною ємністю 9464 літрів пального[12][15][16].
- M983 (Light Equipment Transporter або LET) — сідловий тягач з тяговим навантаженням до 18 тон (20 коротких тон). Використовується для перевезення легкої бронетехніки та іншого обладнання. Наприклад, може застосовуватись разом із Modular Catastrophic Recovery System або Intermediate Stryker Recovery System. Для буксованого варіанту ЗРК Patriot випускається варіант із заводською назвою HEMTT Patriot Tractor[12][17].
- M984 (Recovery Truck або Wrecker) — евакуатор для військової техніки, оснащений лебідкою та вантажним краном. Призначений для буксування техніки вагою до 27 тон (30 коротких тон)[1][18].
- M985 (Guided Missile Transporter або GMT) — транспортні машини для перевезення ракет ЗРК Patriot та РСЗВ M270[1][12][19].
- M1120 (Load Handling System або LHS) — вантажівка з підйомно-транспортним устаткуванням, сумісна зі стандартними контейнерами армії США та НАТО. Має вантажопідйомність в 9979 кг (11 коротких тон) та може тягнути причіп із таким самим навантаженням[12].
- M1977 — мостовкладач, може перевозити різні види понтонних мостів та катерів до них[12][20].
- M1142 (Tactical Fire Fighting Truck або TTFT) — тактична пожежна машина, придатна для гасіння займання літаків, пального тощо[12].
- M1158 — машина для підтримки M1142[12].
- M1075 — пускова установка для ЗРК THAAD.
- HEMTT A3 — машина для демонстрації новітньої технології ProPulse, що включає дизель-електричну трансмісію, в якій дизельний двигун живить електричний генератор, який передає потужність на колеса електродвигунами, прибираючи необхідність у гідротрансформаторі, автоматичній трансмісії, роздавальній коробці, приводних валах тощо. Дизельний двигун, що працює на найефективніших для нього обертах, заощаджує значну кількість енергії, що залишається в акумуляторах, а не витрачається через ККД приводів, розгін та сповільнення[1][21].

## Галерея

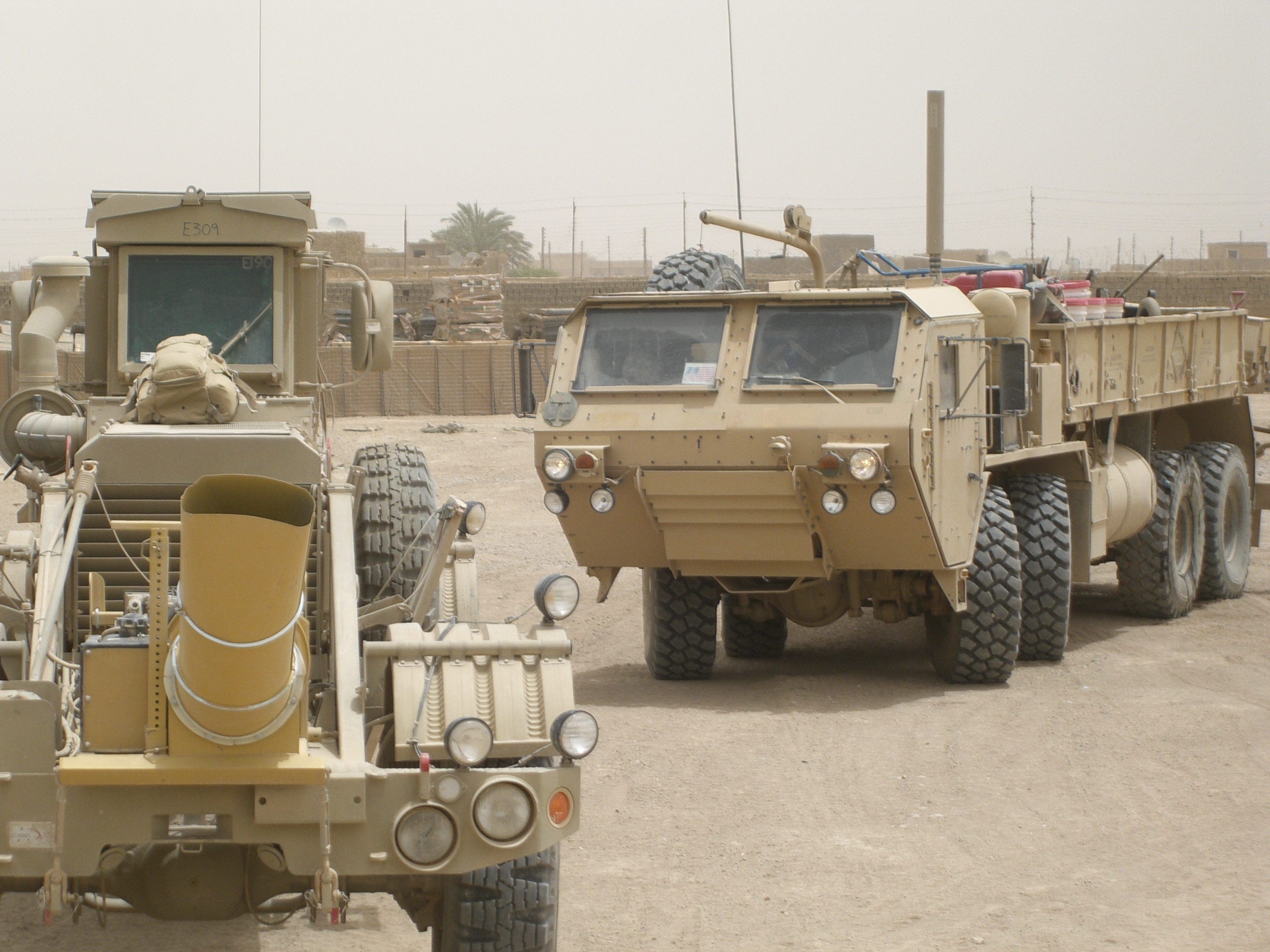
M977 A2 з комплектом броні від Simula/BAE
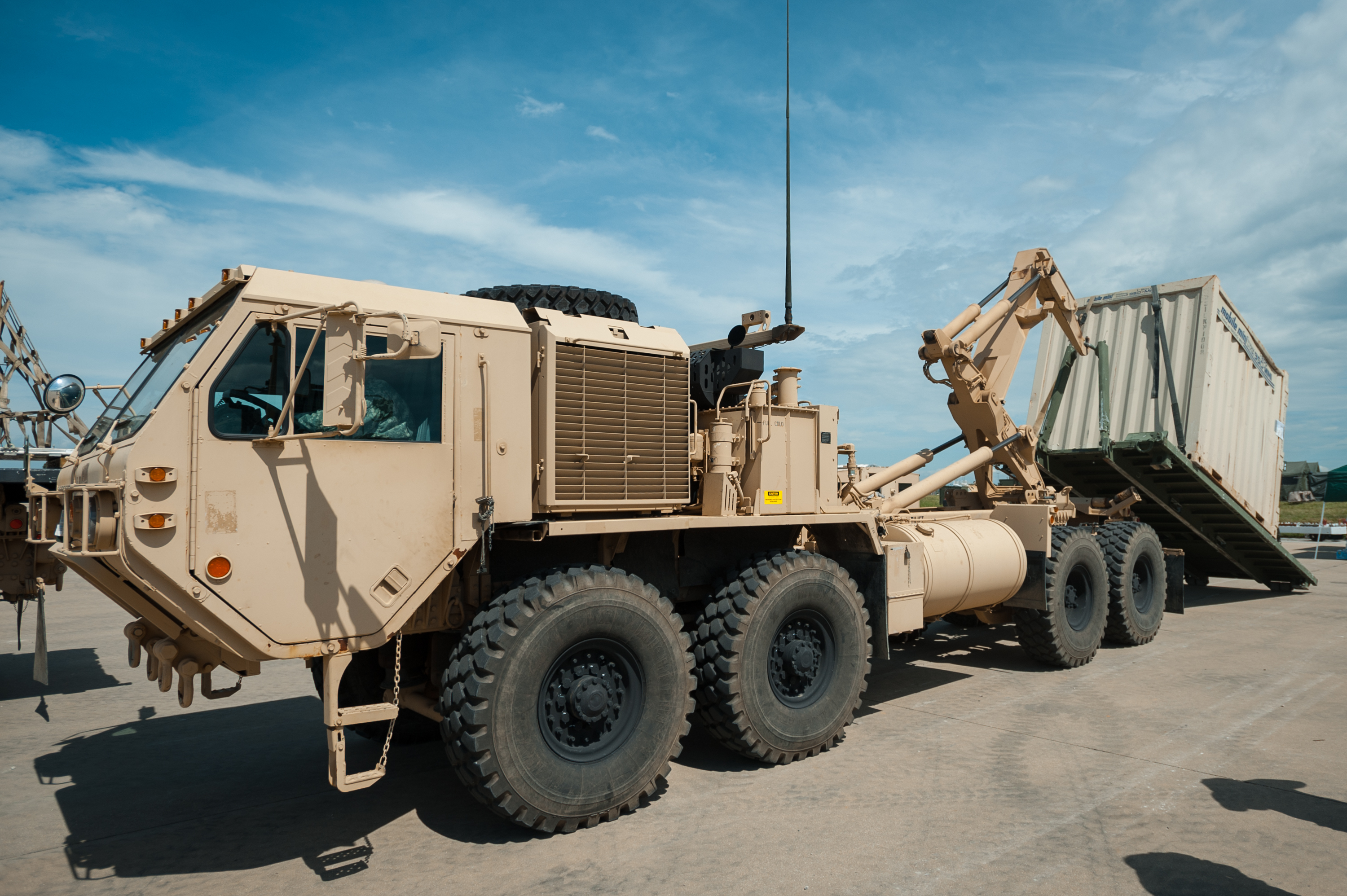
M1120 LHS з контейнером на піддоні
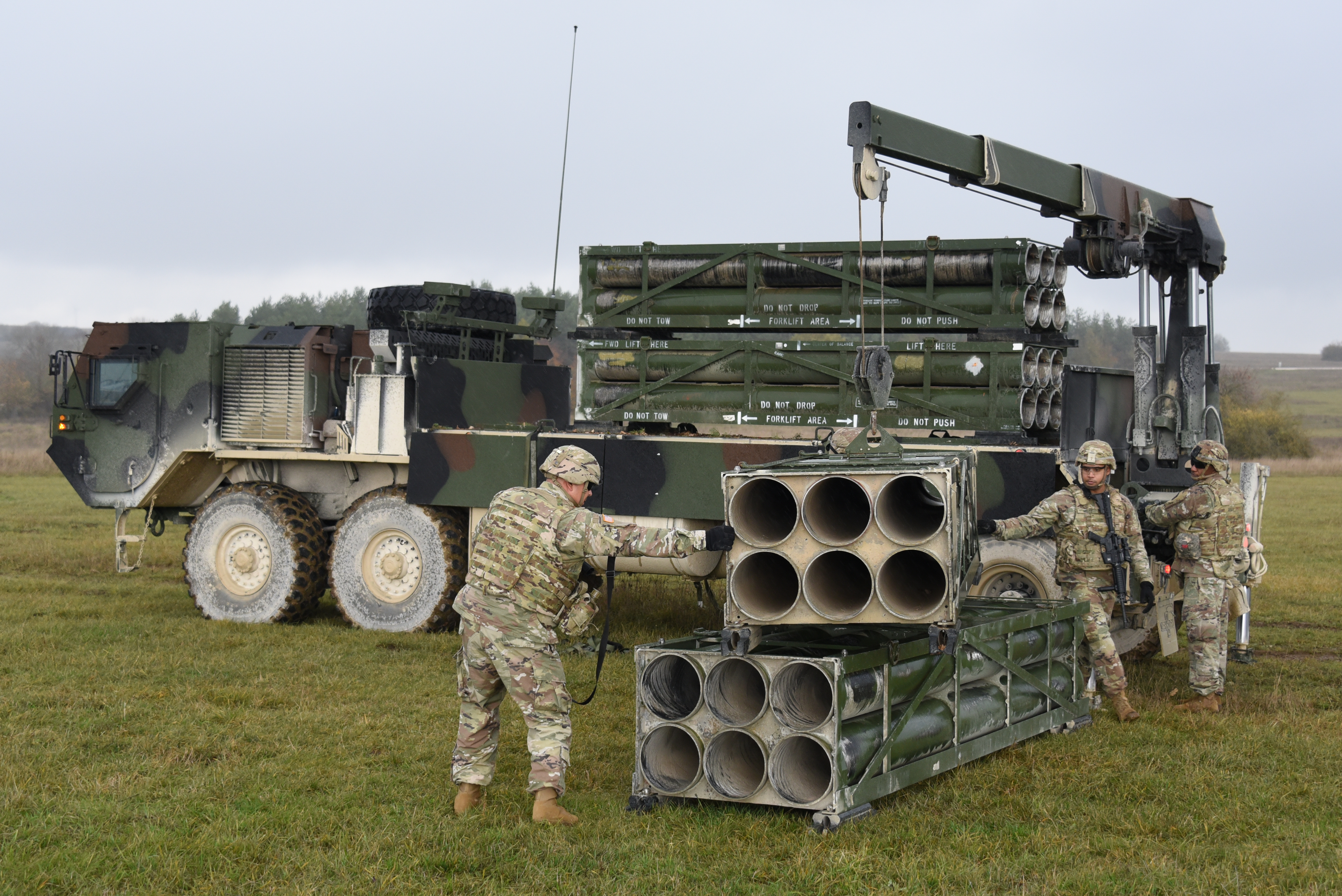
Навантаження пакетів для M142/M270 на M985
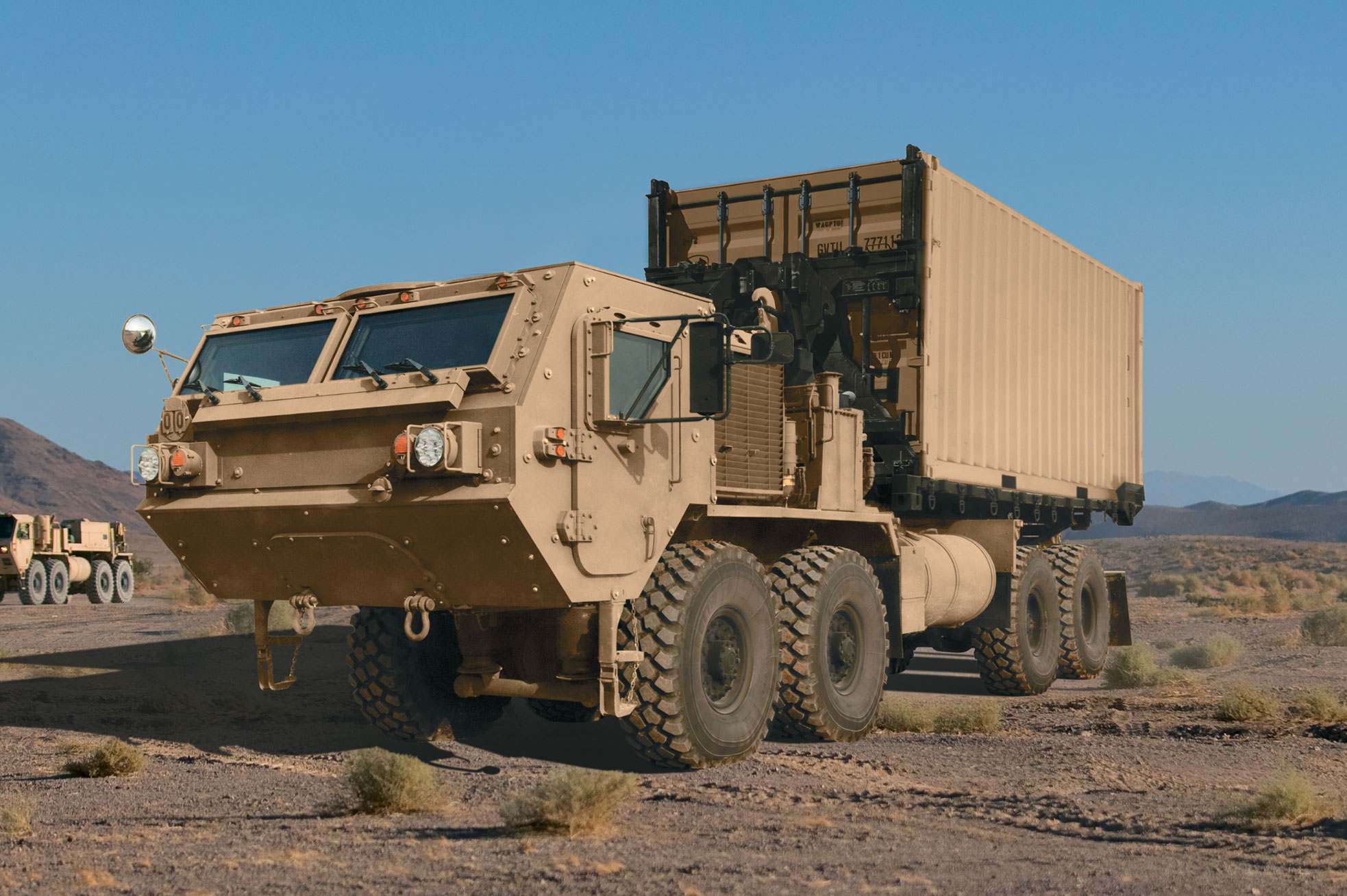
M1120 LHS A4 з комплектом броні B-kit
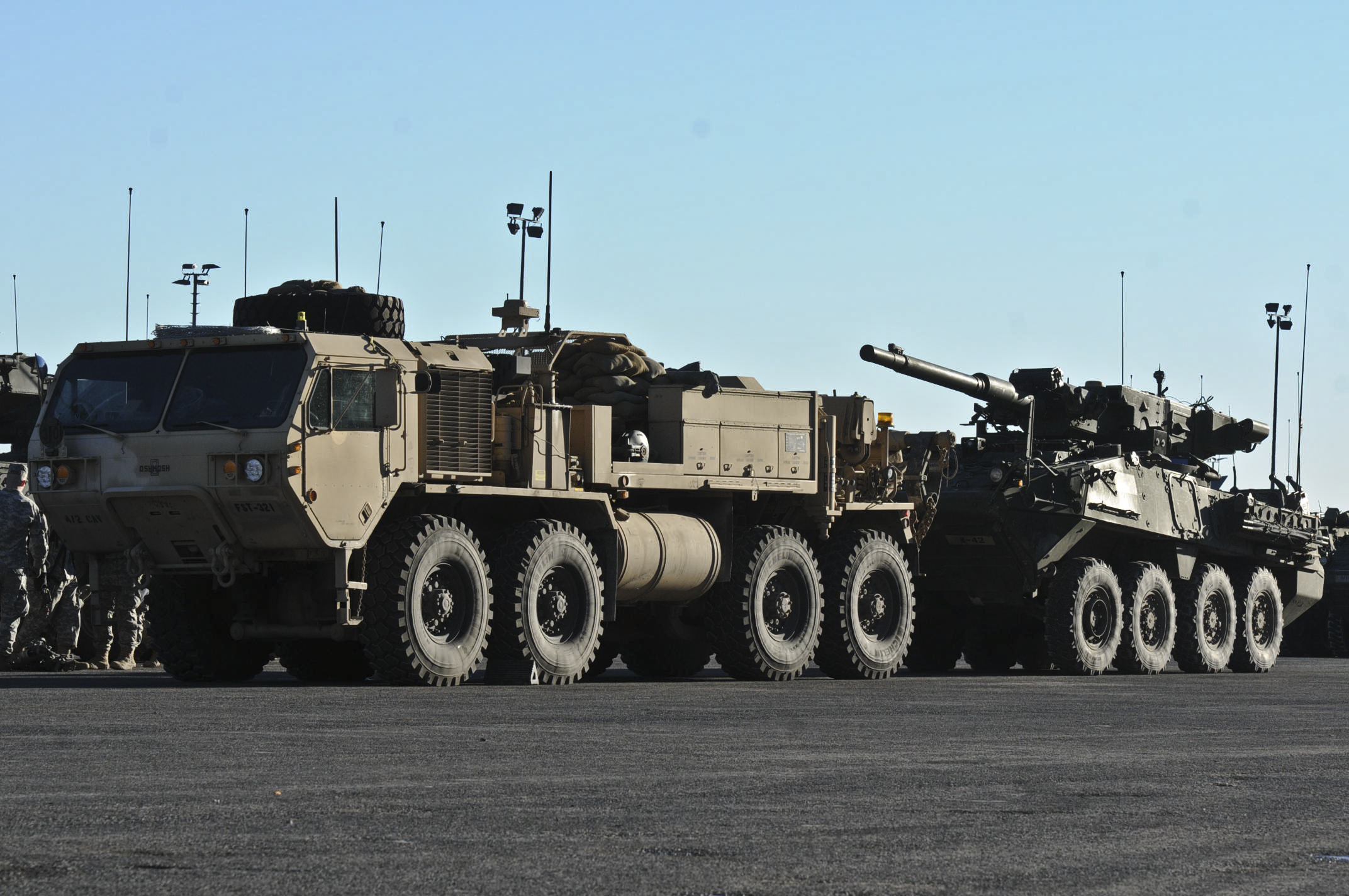
Евакуатор M984 A4 та Stryker
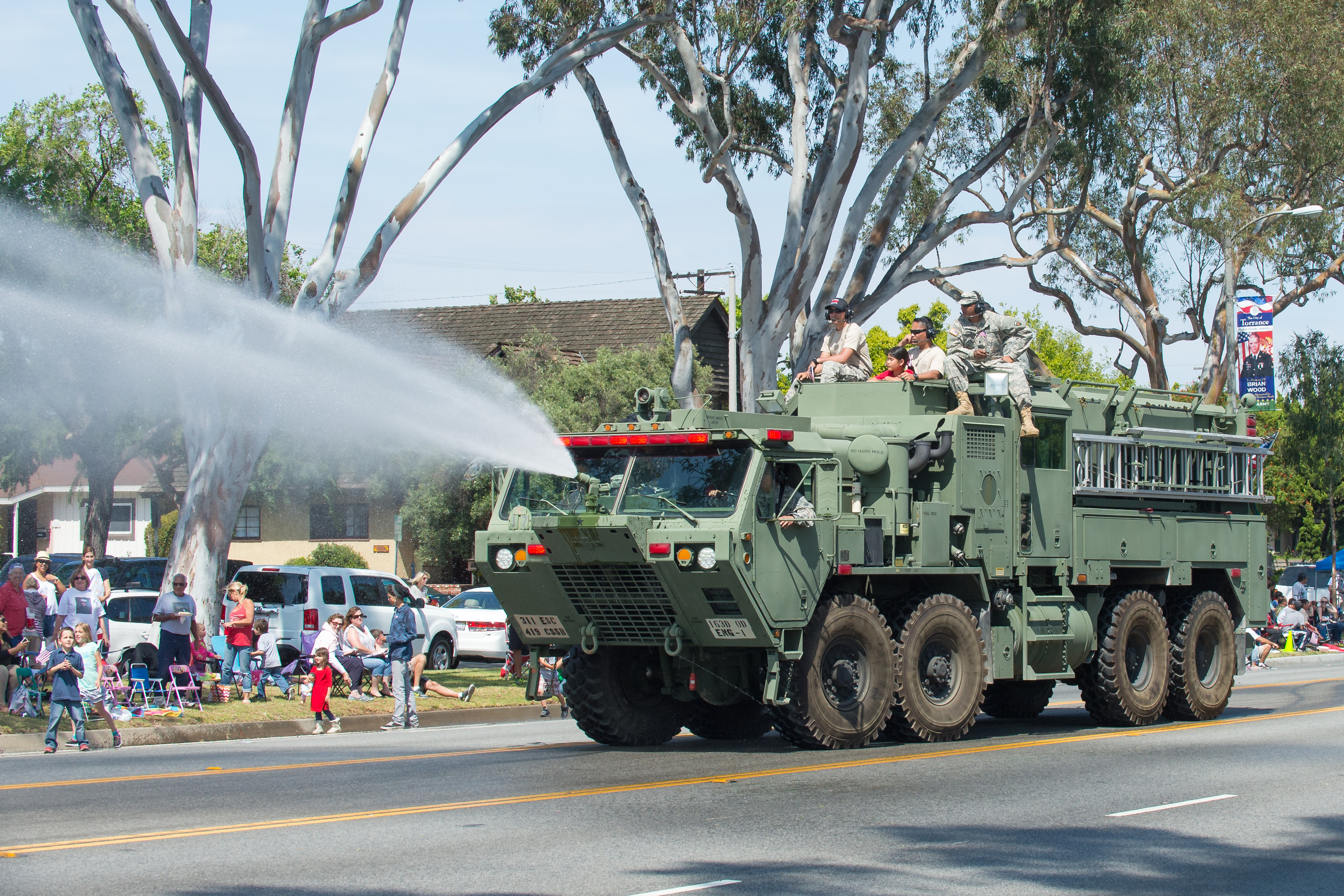
M1142 A2 TTFT
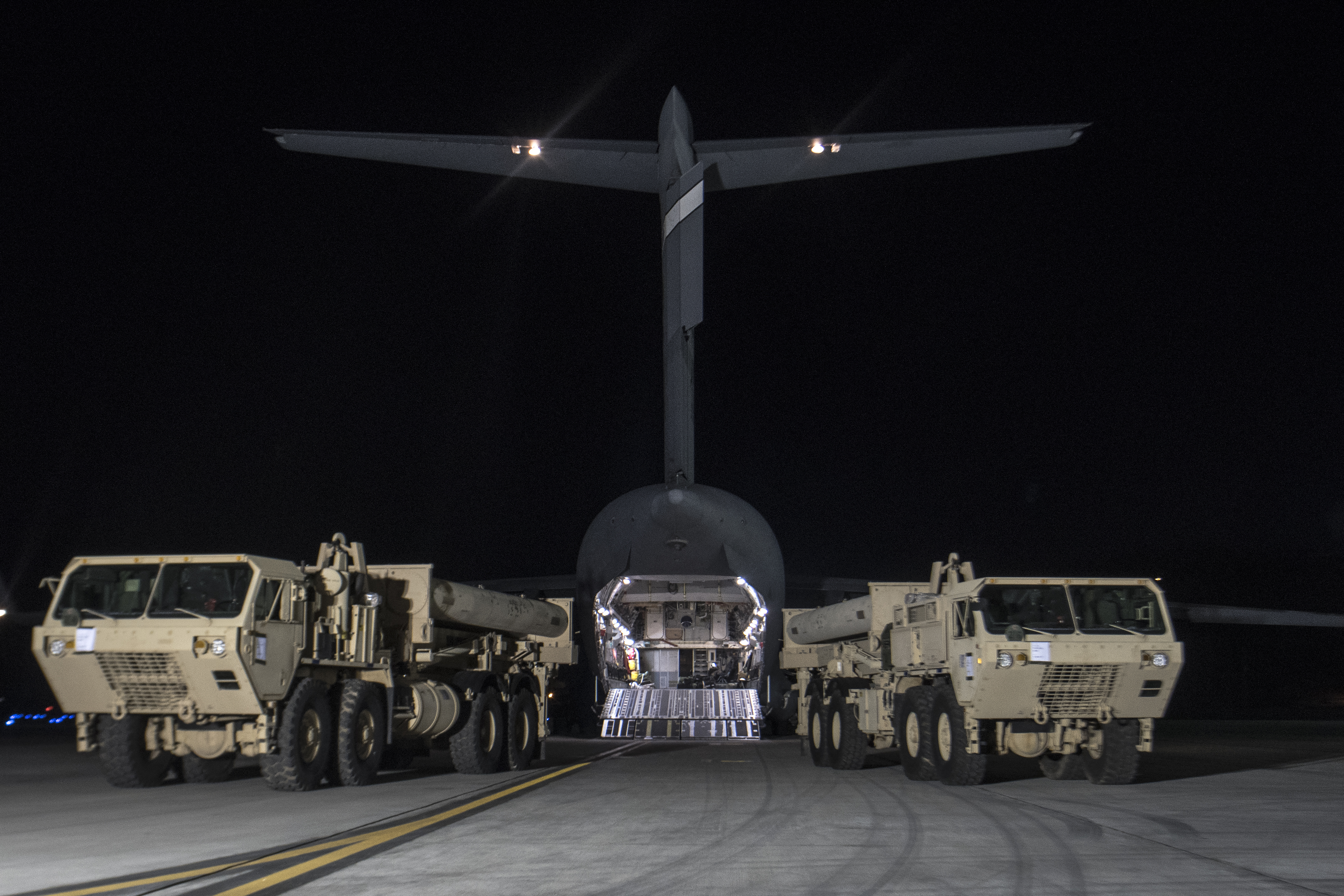
THAAD

## Оператори
- Бахрейн[1]
- Бразилія — замовлено 30 евакуаторів M984[22]
- Єгипет[1]
- Греція[1]
- Ірак[1]
- Ізраїль[1]
- Йорданія[1]
- Кувейт[1]
- Малайзія[1]
- Оман[1]
- Катар[1]
- Саудівська Аравія[1]
- Південна Корея[1]
- Китайська Республіка[1]
- Туреччина[1]
- ОАЕ[1]
- США[1]
- Україна — в вересні 2022 було помічено евакуатори M984A4 B-kit[23][24].